# Neoplocaederus denticornis
Neoplocaederus denticornis es una especie de escarabajo longicornio del género Neoplocaederus, tribu Cerambycini, subfamilia Cerambycinae. Fue descrita científicamente por Fabricius en 1801.

## Descripción
Mide 26-40 milímetros de longitud.

## Distribución
Se distribuye por Arabia Saudita, Camerún, Guinea, Malí, Marruecos, República del Congo, República de Sudáfrica, Senegal, Somalia, Togo, Yemen, Angola, Costa de Marfil, Yibuti, Etiopía, Ghana, Guinea Ecuatorial, Guinea-Bisáu, Mozambique, Nigeria, Omán, República Democrática del Congo, Sierra Leona, Sudán, Tanzania, Chad y Zimbabue.